# Stavropoljski kraj
Stavropoljski kraj je kraj u Rusiji. Nalazi se u središnjem dijelu Predkavkazja i na sjevernim padinama Velikog Kavkaza. 